# Edward Mandell House
Edward Mandell House (Houston, 1858. július 26. – New York, 1938. március 28.) amerikai politikus, diplomata.

## Élete

### Ifjúkora
1858-ban született Texas fővárosában, Houstonban. Édesapja jómódú bankár volt, és nem mellesleg a város polgármestere. Emellett a családnak volt egy jelentősebb gyapotültetvénye, ahonnan szintén komoly bevételeket szereztek.
House Új-Angliába került, az egyetemi felkészítő iskolába. A New York-i Cornell Egyetem hallgatója volt. 1880-ban édesapja váratlanul elhunyt, House pedig hazautazott. Rövidesen visszaköltözött a szülői házba, és a birtok, illetve az ültetvény ügyeit intézte. Valószínűleg ekkor kezdett érdeklődni a politika iránt.

### Politikai pályafutása
A Demokrata Pártba az 1900-as évek elején lépett be. A pártban mint tanácsadó munkálkodott és számos Texasi kormányzót segített, mint például Charles A. Culbersont (1895–1899), Joseph D. Sayerst (1899–1903) vagy S.W. Lanhamot (1903–1907). Többek szerint az 1890-es évek texasi politikájának irányítója volt, ugyanis ambiciózus ember lévén könnyen tudta rábírni akaratát munkatársaira.
Thomas Woodrow Wilsonnal az 1912-es elnökválasztási kampány során ismerkedett meg, s Wilson egyik lelkes támogatója lett. Wilson megválasztása után mint az elnök tanácsadója szolgált, majd a háború kitörésekor az elnök személyi megbízottja lett. Feladatának teljesítése érdekében 1916-ra már valamennyi európai fővárosban járt, ám békére törekvő kísérleteivel nem ért el sikereket. Egyik utazása alkalmával 1916-ban találkozott Edward Grey brit külügyminiszterrel, és szóba került az Egyesült Államok lehetséges hadba lépésének kérdése is.
Később részt vett a Wilsoni pontok kidolgozásában.
A Népszövetség lelkes támogatója volt.

### Halála
1938-ban mellhártyagyulladást kapott, majd az idős politikus hetvenkilenc éves korában  elhunyt.

## Lásd még
- Amerikai Egyesült Államok
- Első világháború